# Càl·lies (poeta)
Càl·lies o Càl·lias（en llatí Callias, en grec antic Καλλίας) va ser un poeta còmic fill de Lisímac, que portà el sobrenom de Schoenion perquè el seu pare era cisteller (σχοινοπλόκος).
Va pertànyer a l'antiga comèdia àtica i Ateneu diu que va viure poc abans que Estratis que va començar la seva carrera el 412 aC. Va ser emulador de Cratí i se suposa que va començar a escriure abans del 424 aC. Podria ser la mateixa persona que Cal·líades. Es conserven alguns fragments de les seves comèdies i els títols de sis d'elles els dona Suides: Αἰγύπτιος, Ἀταλάντη, Κύκλωπες, Πεδῆται, Βάτραχοι, i Σχολάξοντες. Ateneu de Naucratis dona un títol, γραμματικὴ τραγῳδία, que podria ser d'aquest Càl·lies.